# Gmina Berane
Gmina Berane (czar., sr. Општина Беране / Opština Berane) – gmina w Czarnogórze. Jej stolicą jest miasto Berane. Znajduje się na północnym wschodzie kraju, przy granicy czarnogórsko-serbskiej.
Gminę zamieszkuje 33.970 ludzi, co stanowi 5,48% ludności państwa.

## Miejscowości
W gminie znajdują się 66 miejscowości: miasto Berane i 65 wiosek. Zgodnie z postanowieniem ustawy o organizacji terytorialnej wioski Beran Selo, Dapsiđi, Mezgalji i Crvljevine otrzymały nowe nazwy: Beranselo, Dapsiđe, Mezgale i Crljevine.
- Azane (czarn.: Азане)
- Babino (czarn.: Бабино)
- Bastahe (czarn.: Бастахе)
- Beranselo (: Берансело)
- Berane (czarn.: Беране) – siedziba gminy
- Bor (czarn.: Бор)
- Bubanje (: Бубање)
- Budimlja (czarn.: Будимља)
- Buče (: Буче)
- Crni Vrh (czarn.: Црни Врх)
- Crljevine (czarn.: Црљевине)
- Dapsiće (: Дапсиће)
- Dašča Rijeka (czarn.: Дашча Ријека)
- Dobrodole (czarn.: Добродоле)
- Dolac (czarn.: Долац)
- Donja Ržanica (czarn.: Доња Ржаница)
- Donja Vrbica (czarn.: Доња Врбица)
- Donje Luge (czarn.: Доње Луге)
- Donje Zaostro (czarn.: Доње Заостро)
- Dragosava (czarn.: Драгосава)
- Glavaca (: Главаца)
- Godočelje (czarn.: Годочеље)
- Goražde (czarn.: Горажде)
- Gornja Vrbica (czarn.: Горња Врбица)
- Gornje Zaostro (czarn.: Горње Заостро)
- Jašovići (czarn.: Јашовићи)
- Javorova (: Јаворова)
- Johovica (czarn.: Јоховица)
- Kalica (: Калица)
- Kaludra (czarn.: Калудра)
- Kruščica (czarn.: Крушчица)
- Kurikuće (: Курикуће)
- Lagatori (czarn.: Лагатори)
- Lazi (czarn.: Лази)
- Lješnica (: Љешница)
- Lubnice (czarn.: Лубнице)
- Lužac (: Лужац)
- Mašte (czarn.: Маште)
- Mezgrale (: Мезгале)
- Murovac (czarn.: Муровац)
- Orah (: Орах)
- Orahovo (czarn.: Орахово)
- Pahulj (: Пахуљ)
- Pešca (czarn.: Пешца)
- Petnjica (czarn.: Петњица)
- Petnjik (: Петњик)
- Ponor (czarn.: Понор)
- Poroče (: Пороче)
- Praćevac (czarn.: Праћевац)
- Radmanci (: Радманци)
- Radmuževići (czarn.: Радмужевићи)
- Rovca (: Ровца)
- Rujišta (czarn.: Рујишта)
- Savin Bor (: Савин Бор)
- Skakavac (czarn.: Скакавац)
- Štitari (: Штитари)
- Tmušići (czarn.: Тмушићи)
- Trpezi (: Трпези)
- Tucanje (czarn.: Туцање)
- Veliđe (: Велиђе)
- Vinicka (czarn.: Виницка)
- Vrševo (: Вршево)
- Vuča (czarn.: Вуча)
- Zagorje (czarn.: Загорје)
- Zagrad (czarn.: Заград)
- Zagrađe (czarn.: Заграђе)

## Struktura demograficzna
Na podstawie spisu powszechnego z 2011 roku:

### Ludność w gminie według płci
| Kobiety | Mężczyźni |
| ------- | --------- |
| 16883   | 17087     |
| 47,70%  | 50,30%    |

### Struktura ludności między miastem a wsią
| Miasto | Wsie   |
| ------ | ------ |
| 11073  | 22897  |
| 32,60% | 67,40% |

### Grupy etniczne w gminie
| Ludność według kryterium etnicznego (>1%) | Ludność według kryterium etnicznego (>1%) | Ludność według kryterium etnicznego (>1%) | Ludność według kryterium etnicznego (>1%) | Ludność według kryterium etnicznego (>1%) |
| ----------------------------------------- | ----------------------------------------- | ----------------------------------------- | ----------------------------------------- | ----------------------------------------- |
| Narodowość                                |                                           | procent (%)                               |                                           |                                           |
| Serbowie                                  |                                           | 42,96                                     |                                           |                                           |
| Czarnogórcy                               |                                           | 26,02                                     |                                           |                                           |
| Boszniacy                                 |                                           | 17,72                                     |                                           |                                           |
| Muzułmanie z narodowości                  |                                           | 5,76                                      |                                           |                                           |
| reszta                                    |                                           | 3,86                                      |                                           |                                           |
| niezadeklarowani                          |                                           | 3,68                                      |                                           |                                           |
|                                           |                                           |                                           |                                           |                                           |

- Serbowie: 14 592 osoby (42,96%)
- Czarnogórcy: 8838 osób (26,02%)
- Boszniacy: 6021 osób (17,72%)
- Muzułmanie z narodowości: 1957 osób (5,76%)
- Pozostali: 1312 osób (3,86%)
- Nieokreśleni: 1250 osób (3,68%)

### Grupy językowe w gminie
| Ludność według kryterium językowego (>1%) | Ludność według kryterium językowego (>1%) | Ludność według kryterium językowego (>1%) | Ludność według kryterium językowego (>1%) | Ludność według kryterium językowego (>1%) |
| ----------------------------------------- | ----------------------------------------- | ----------------------------------------- | ----------------------------------------- | ----------------------------------------- |
| Język                                     |                                           | procent (%)                               |                                           |                                           |
| serbski                                   |                                           | 54,88                                     |                                           |                                           |
| czarnogórski                              |                                           | 27,97                                     |                                           |                                           |
| bośniacki                                 |                                           | 6,55                                      |                                           |                                           |
| reszta                                    |                                           | 7,10                                      |                                           |                                           |
| niezadeklarowani                          |                                           | 2,74                                      |                                           |                                           |
|                                           |                                           |                                           |                                           |                                           |

- Język serbski: 18 625 osób (54,88%)
- Język czarnogórski: 9778 osób (27,97%)
- Język bośniacki: 2224 osoby (6,55%)
- Pozostałe języki: 2412 osób (7,10%)
- Nie określono: 931 osób (2,74%)

### Grupy wyznaniowe w gminie
| Ludność według kryterium religijnego (>1%) | Ludność według kryterium religijnego (>1%) | Ludność według kryterium religijnego (>1%) | Ludność według kryterium religijnego (>1%) | Ludność według kryterium religijnego (>1%) |
| ------------------------------------------ | ------------------------------------------ | ------------------------------------------ | ------------------------------------------ | ------------------------------------------ |
| Religia                                    |                                            | procent (%)                                |                                            |                                            |
| Prawosławni                                |                                            | 68,55                                      |                                            |                                            |
| Muzułmanie                                 |                                            | 27,97                                      |                                            |                                            |
| Ateiści i agnostycy                        |                                            | 0,30                                       |                                            |                                            |
| reszta                                     |                                            | 1,51                                       |                                            |                                            |
| niezadeklarowani                           |                                            | 1,67                                       |                                            |                                            |
|                                            |                                            |                                            |                                            |                                            |

- Prawosławni: 23 287 osób (68,55%)
- Muzułmanie: 9502 osoby(27,97%)
- Ateiści i agnostycy: 101 osób (0,30%)
- Pozostali: 513 osób (1,51%)
- Nieokreśleni: 567 osób (1,67%)